# Xanca bigarrada
La xanca bigarrada (Grallaria varia) és una espècie d'ocell de la família dels gral·làrids (Grallariidae).
Habita les espesures de bambú i el terra de la selva pluvial, a les terres baixes fins als 750 m, del sud de Veneçuela, Guaiana, Amazònia est i sud-est de Brasil, nord-est del Perú, est de Paraguai i nord-est de l'Argentina.